# Paradoxo de Moravec

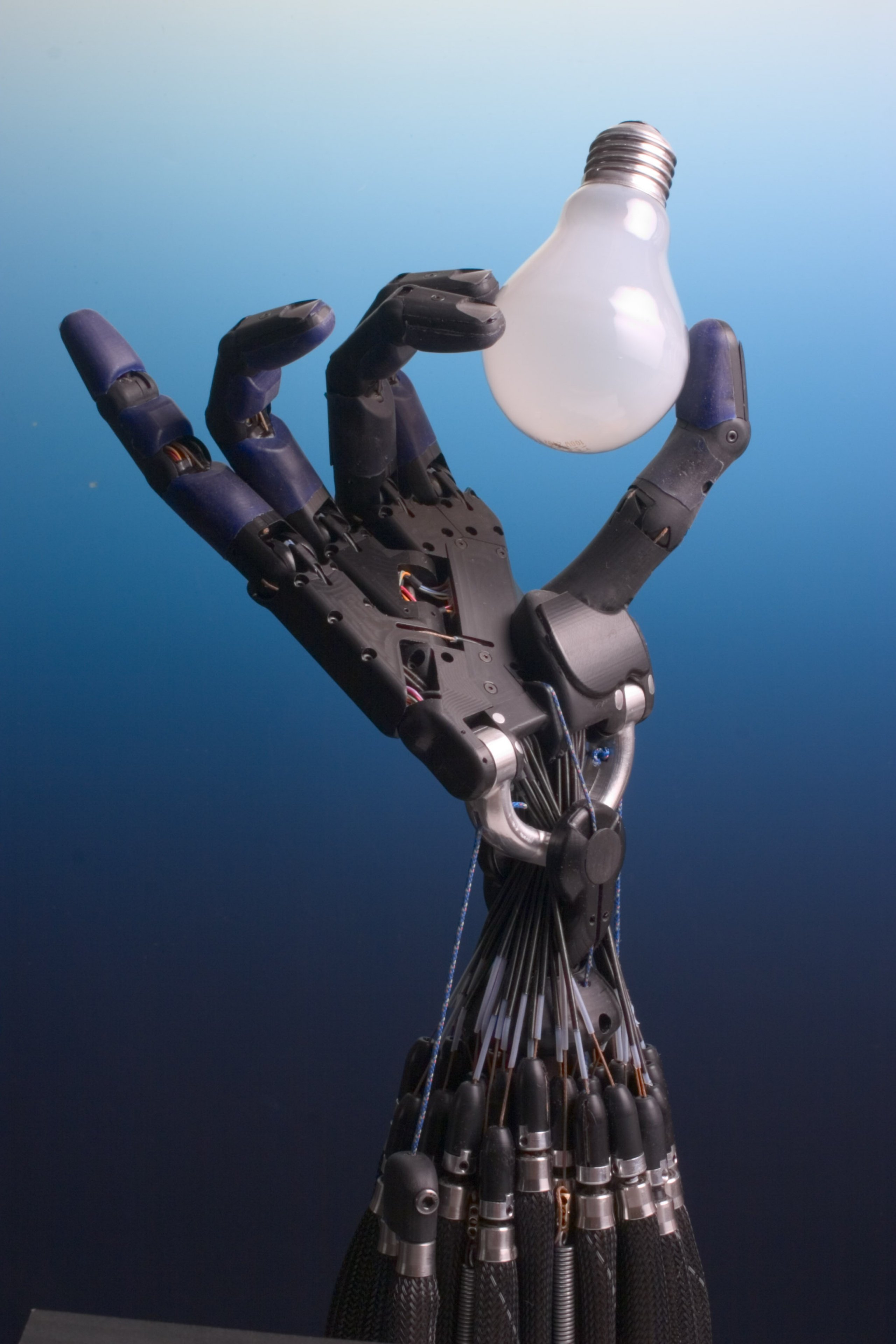
Uma mão robótica segurando uma lâmpada elétrica. Uma ação simples para humanos, mas um desafio significativo na robótica.

O paradoxo de Moravec é a observação de pesquisadores de inteligência artificial e robótica de que, ao contrário das suposições tradicionais, o raciocínio requer muito pouca computação, mas as habilidades sensório-motoras e de percepção exigem enormes recursos computacionais. O princípio foi articulado por Hans Moravec, Rodney Brooks, Marvin Minsky e outros na década de 1980. Moravec escreveu em 1988, "é comparativamente fácil fazer os computadores exibirem desempenho de nível adulto em testes de inteligência ou jogar damas, e difícil ou impossível dar-lhes as habilidades de uma criança de um ano quando se trata de percepção e mobilidade".
Da mesma forma, Minsky enfatizou que as habilidades humanas mais difíceis de fazer engenharia reversa são aquelas que estão abaixo do nível da consciência. "Em geral, estamos menos cientes do que nossas mentes fazem melhor", escreveu ele, e acrescentou "estamos mais cientes de processos simples que não funcionam bem do que de processos complexos que funcionam perfeitamente". O cientista cognitivo Steven Pinker escreveu em 1994 que "a principal lição de trinta e cinco anos de pesquisa em IA é que os problemas difíceis são fáceis e os problemas fáceis são difíceis".
Na década de 2020, devido à lei de Moore, os computadores se tornaram centenas de milhões de vezes mais rápidos do que na década de 1970, e o poder computacional adicional foi finalmente suficiente para começar a lidar com a percepção e as habilidades sensoriais, como Moravec havia previsto em 1976. Em 2017, o principal pesquisador de aprendizado de máquina, Andrew Ng apresentou uma "regra de ouro altamente imperfeita", de que "quase tudo que um humano típico pode fazer com menos de um segundo de pensamento mental, provavelmente podemos agora ou em um futuro próximo automatizar usando IA". Atualmente, não há consenso sobre em quais tarefas a IA tende a se destacar.

## A base biológica das habilidades humanas
Uma possível explicação do paradoxo, oferecida por Moravec, é baseada na evolução. Todas as habilidades humanas são implementadas biologicamente, usando mecanismos projetados pelo processo de seleção natural. No curso de sua evolução, a seleção natural tendeu a preservar melhorias e otimizações de design. Quanto mais velha for uma habilidade, mais tempo a seleção natural teve para melhorar o design. O pensamento abstrato desenvolveu-se apenas muito recentemente e, consequentemente, não devemos esperar que sua implementação seja particularmente eficiente.

Como escreve Moravec:
Codificado nas grandes porções sensoriais e motoras altamente evoluídas do cérebro humano está um bilhão de anos de experiência sobre a natureza do mundo e como sobreviver nele. O processo deliberado que chamamos de raciocínio é, acredito, o mais fino verniz do pensamento humano, eficaz apenas porque é apoiado por esse conhecimento sensório-motor muito mais antigo e muito mais poderoso, embora geralmente inconsciente. Somos todos prodigiosos olímpicos nas áreas perceptiva e motora, tão bons que fazemos o difícil parecer fácil. O pensamento abstrato, porém, é um truque novo, talvez com menos de 100 mil anos. Ainda não o dominamos. Não é tão intrinsecamente difícil; apenas parece que sim quando o fazemos.